# Lisu (langue)
 (janvier 2023).
La langue lissou (en lissou selon l’alphabet de Fraser romanisé : ꓡꓲ-ꓢꓴ ou ꓡꓲꓢꓴ ; chinois simplifié : 傈僳语 ; pinyin : lìsùyǔ ; birman : လီဆူဘာသာစကား) fait partie des langues lolo-birmanes et est parlée dans le Yunnan (sud-ouest de la République populaire de Chine), au nord de la Birmanie, en Thaïlande ainsi que dans une petite partie de l'Inde. Avec le lipo, c’est la langue de l'ethnie lissou. Elle comporte de nombreux dialectes qui sont mutuellement intelligibles malgré des emprunts aux autres langues des pays dans lesquels ils sont pratiqués. La langue lissou est très proche du lahu et du akha.

## Prononciation

### Consonnes
Le lissou distingue vingt-neuf consonnes phonémiques, plus une trentième rare parfois distinguée pour la consonne voisée aspirée, intermédiaire entre la consonne occlusive aspirée et de la consonne voisée normale :
|                 | Bilabiale | Alvéolaire | Affriquée | Palato- alvéolaire | Vélaire       | Glottale |
| --------------- | --------- | ---------- | --------- | ------------------ | ------------- | -------- |
| Nasale          | [m]       | [n]        |           | [ɲ]                | [ŋ]           | [h̃]      |
| Occlusive       | [p]       | [t]        | [ts]      | [tɕ]               | [k]           |          |
| Aspirée         | [pʰ]      | [tʰ]       | [tsʰ]     | [tɕʰ]              | [kʰ] ~ ([ɡʰ]) |          |
| Voisée (sonore) | [b]       | [d]        | [dz]      | [dʑ]               | [ɡ]           |          |
| Sourde          | ([f])     |            | [s]       | [ɕ]                | [x]           |          |
| Fricative       | [v] ~ [w] | [l]        | [z]       | [j]                | [ɣ]           |          |

### Voyelles
Le lissou distingue six voyelles phonémiques :
|              | Antérieure | Antérieure   | Postérieure | Postérieure |
| Non arrondie | Arrondie   | Non arrondie | Arrondie    |             |
| ------------ | ---------- | ------------ | ----------- | ----------- |
| Fermée       | [i] ~ [ɨ]  | [y] ~ [ʉ]    | [ɯ]         | [u]         |
| Moyenne      | [e]        | [ø]          | [ɤ]         | [o]         |
| Ouverte      | [ɛ]        |              | [ɑ]         |             |

### Tons
Le lissou comporte 6 tons (éventuellement glottalisés en finale) pour distinguer les voyelles : haut [˥], neutre-glottalisé [˦ˀ], neutre [˧], bas [˨˩], montant [˧˥], et bas-glottalisé [˨˩ʔ] (par exemple dans les syllabes [tá ta̰ ta tà tǎ tàʔ]).
Dans certains dialectes, le ton glottalisé est plus haut que le ton moyen, dans d'autres il n'y a pas de différence.
Le ton montant est peu fréquent mais commun dans la parole enfantine (qui comporte un motif stéréotypique dissyllabique, bas puis montant), il s'atténue fortement chez l'adulte.
Les tons haut ou montant sont en revanche rares après les consonnes voisées (sonores) [b d dz dʑ ɡ].

## Écriture
Plusieurs systèmes d'écriture ont été adaptés ou créés pour la langue lissou.

### Alphasyllabaire miao de Pollard
L’alphasyllabaire miao du missionnaire britannique Samuel Pollard (inspiré des alphasyllabaires cri et devanagari avec des lettres inspirées de l'alphabet latin) et initialement créé pour l’a hmao et d'autres langues hmong, a été adapté au lipo, langue très proche du lissou.

### Alphabet lissou de Thaw et Fraser
Le lisu possède les caractères Unicode de A4D0 à A4FF.
L'alphabet lissou, inspiré de l'alphabet latin mais monocaméral, a été créé par le pasteur Sara Ba Thaw vers 1915, avant d'être enrichi par le missionnaire James O. Fraser. Initialement créé pour le lissou, il a également été adapté ensuite pour le naxi. Cet alphabet est officiellement reconnu par le gouvernement chinois depuis 1992 et est utilisé en Chine, Birmanie et Thaïlande.
Les six tons distinctifs ne sont notés ni avec des signes diacritiques (comme le font les romanisations de langues chinoises), ni avec des symboles spéciaux (pour certaines notations phonétiques), mais avec des caractères inspirés des ponctuations latines ; deux autres signes de ponctuation doivent alors remplacer les ponctuations communes pour la virgule et le point.
| en fr  | 0 | 1 | 2 | 3 | 4 | 5 | 6 | 7 | 8 | 9 | A | B | C | D | E | F |
| ------ | - | - | - | - | - | - | - | - | - | - | - | - | - | - | - | - |
| U+A4D0 | ꓐ | ꓑ | ꓒ | ꓓ | ꓔ | ꓕ | ꓖ | ꓗ | ꓘ | ꓙ | ꓚ | ꓛ | ꓜ | ꓝ | ꓞ | ꓟ |
| U+A4E0 | ꓠ | ꓡ | ꓢ | ꓣ | ꓤ | ꓥ | ꓦ | ꓧ | ꓨ | ꓩ | ꓪ | ꓫ | ꓬ | ꓭ | ꓮ | ꓯ |
| U+A4F0 | ꓰ | ꓱ | ꓲ | ꓳ | ꓴ | ꓵ | ꓶ | ꓷ | ꓸ | ꓹ | ꓺ | ꓻ | ꓼ | ꓽ | ꓾ | ꓿ |

### Syllabaire lissou

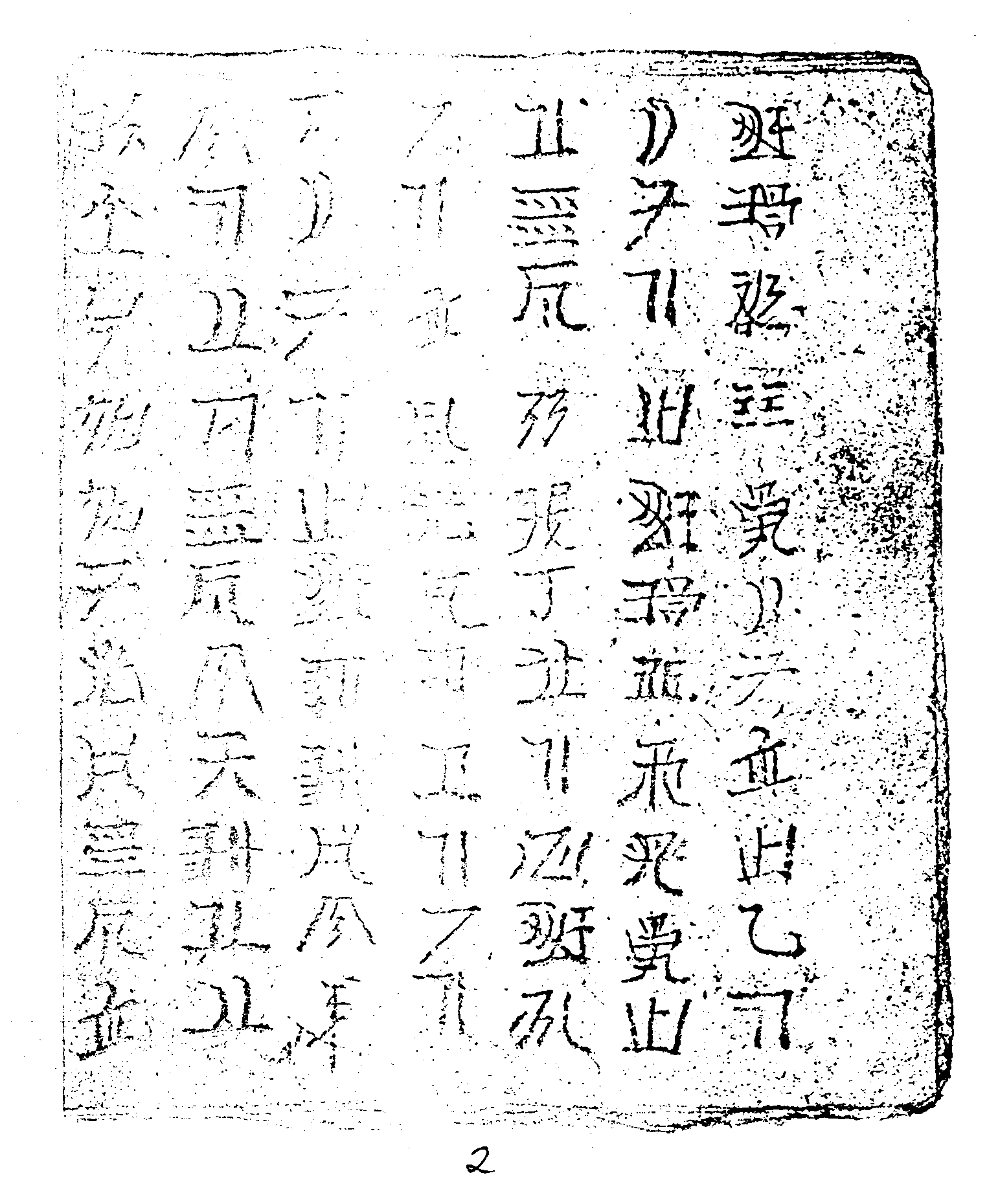
Extrait du syllabaire lissou.

Dans les années 1920, un fermier du nom de Ngua-ze-bo s'est inspiré des sinogrammes traditionnellement utilisés en chinois pour en tirer un syllabaire comportant 880 caractères.

### Alphasyllabaire birman
L'écriture birmane a été adaptée au lissou.

### Alphabet latin
Un alphabet latin dérivé du pinyin (standardisé pour romaniser le chinois mandarin) a été créé pour le lissou en 1957 mais son usage est marginal.